# St. Ursula (Niclasreuth)

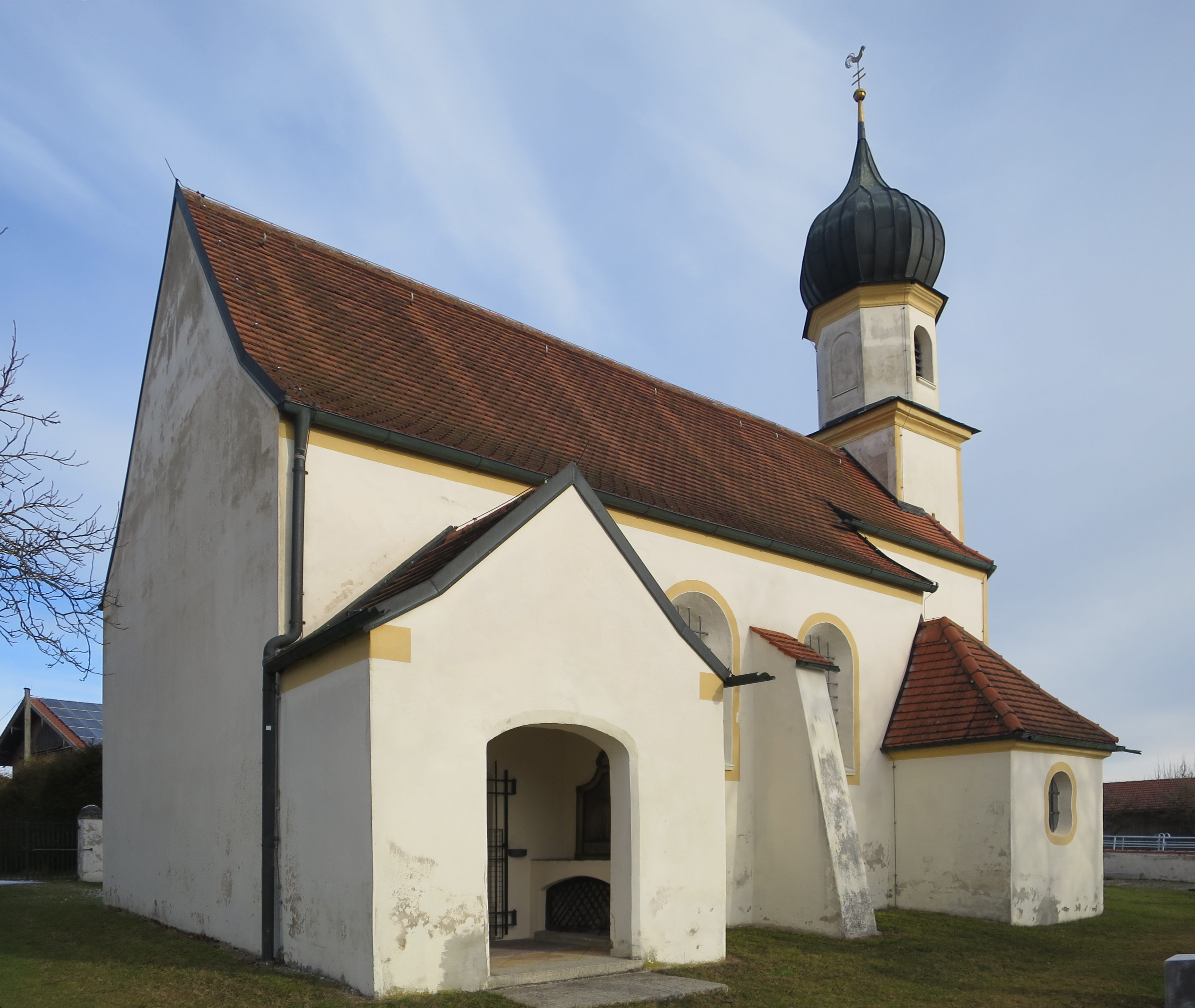
St. Ursula in Niclasreuth

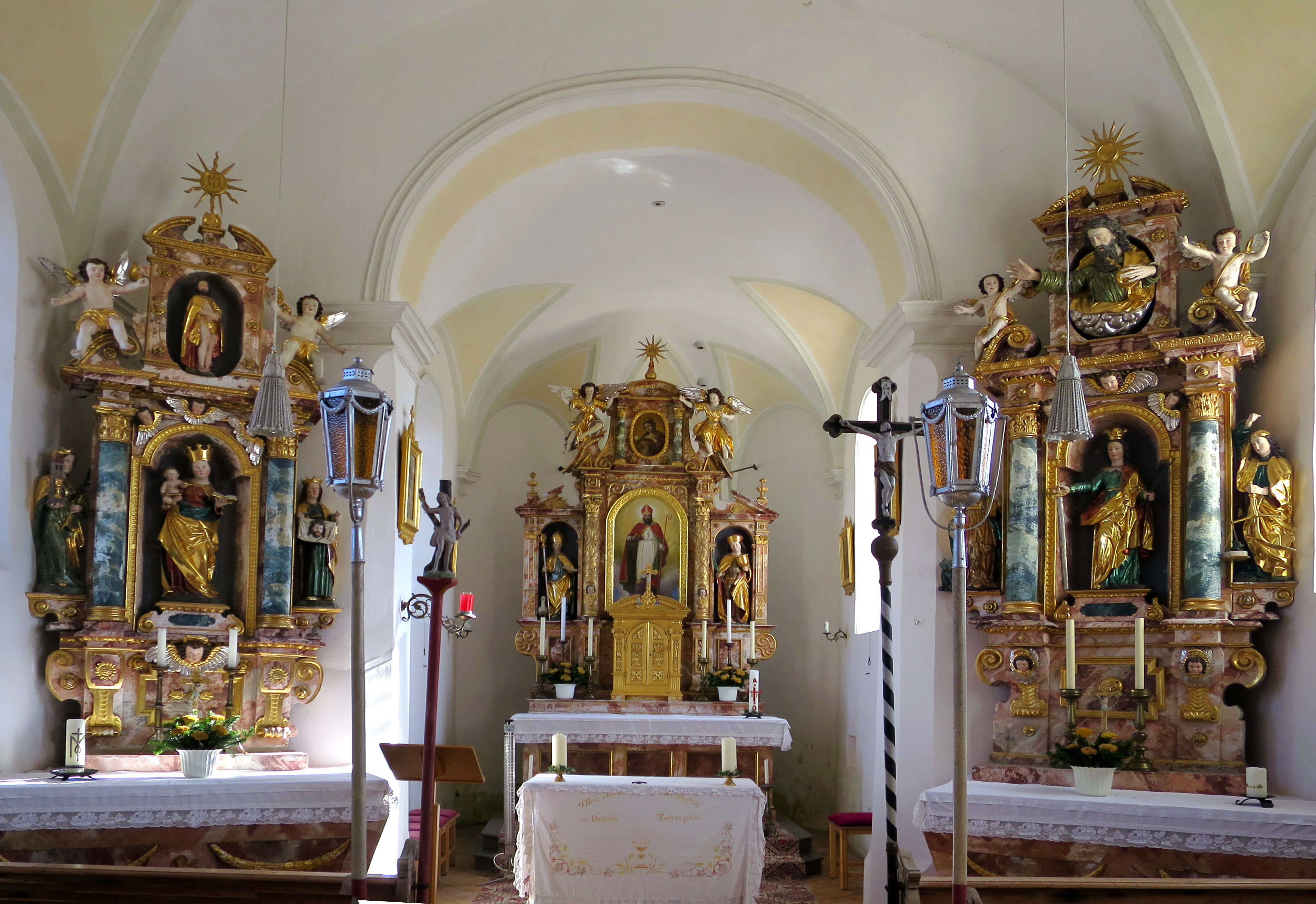
Innenansicht

Die römisch-katholische Filialkirche St. Ursula, ehemals St. Nikolaus, steht in Niclasreuth, einem Gemeindeteil von Aßling im oberbayerischen Landkreis Ebersberg. Sie ist in der Liste der Baudenkmäler in Aßling als Baudenkmal unter der Nr. D-1-75-112-18 eingetragen. Die Kirche gehört zum Dekanat Ebersberg im Erzbistum München und Freising.

## Beschreibung
Die 1764 erneuerte Saalkirche besteht aus dem im Kern romanischen Langhaus, dem eingezogenen, dreiseitig geschlossenen Chor auf gotischen Grundmauern im Osten, der Sakristei an der Südwand des Chors und dem im 18. Jahrhundert dem Chor aufgesetzten Kirchturm. Sein achteckiges, mit einer Zwiebelhaube bedecktes Obergeschoss enthält den Glockenstuhl. Ein Vorbau an der Südwand des Langhauses führt zum Portal.
Der Hochaltar wird von den vermutlich aus dem 15. Jahrhundert stammenden, im 18. Jahrhundert stark überarbeiteten Skulpturen des Martin von Tours und des heiligen Veit flankiert. Im zentralen Altarbild ist der heilige Nikolaus dargestellt, zu erkennen an den drei Goldkugeln auf dem Buch in seiner rechten Hand. Das Gold schenkte er einer armen Familie, damit sie genug Geld hatte und die Töchter nicht der Prostitution preisgeben musste.